# إيثام سانجاق
إيثام ساناجاق ( بالتركية Ethem Sancak ) ( من مواليد 1958 في سيرت تركيا ) هو رجل أعمال وصحفي تركي 

## الحياة الشخصية
ولد عام 1985 وأكمل تعليمه الابتدائي والثانوي في سيرت . وتخرج من كلية إدارة الأعمال بجامعة إسطنبول. وعمل كصحفي بين 1976 و 1978.
كان إيثام سانجاك مالكًا لمجموعة نجمة الإعلام من عام 2004 إلى عام 2009 ، مما أعطى صحيفة Star التابعة له خطًا أكثر تأييدًا للعدالة والتنمية (AKP).
في أوائل عام 2013 ، تم إدراجه في قائمة فوربس كأغنى شخص في تركيا في المرتبة 43. 